# Adhémar Gelb
Adhémar Maximilian Maurice Gelb (Moscú, Imperio ruso, 18 de noviembre de 1887- Schömberg,7 de agosto de 1936) fue un psicólogo alemán.

## Vida
Era hijo de Maximilian Gelb (1855-1901) y de Wilhelmina Stahl (1856-1942). Asistió al Peter and Paul Gymnasium en Moscú, estudió filosofía en Munich desde 1906 y se doctoró en 1910 con Carl Stumpf en la Universidad Humboldt de Berlín, donde trabajó en el Instituto Psicológico hasta 1912. Tuvo un hijo con Nelly Achenbach (1888-1969), hija del cantante de ópera Max Alvary. Fue asistente del Instituto de Psicología de la “Academia de Ciencias Sociales de Frankfurt/Main”, que se incorporó a la Universidad de Frankfurt en 1914. Desde 1915 trabajó con Kurt Goldstein en un hospital de Frankfurt para soldados con lesiones cerebrales.
Tras su habilitación en 1919,   en 1924 fue nombrado profesor en Frankfurt.y, junto con Max Wertheimer, director del Instituto Psicológico de Frankfurt. Dirigió el doctorado de Laura Perls, que fue terapeuta Gestalt, Los filósofos Theodor W. Adorno y Max Horkheimer se conocieron por primera vez en un seminario impartido por Gelb.  En 1931, se convirtió en director del Seminario de Psicología de  la Universidad de Halle.
Después de que los nazis tomaron el poder, emigró a los Países Bajos con una beca Rockefeller, donde él y Kurt Goldstein esperaron una visa de entrada a los Estados Unidos. No pudo ser nombrado para la Universidad de Estocolmo en 1934 debido a sufrir tuberculosis pulmonar . En 1935 dio diez conferencias en la Universidad de Lund antes de ingresar en una clínica en la Selva Negra. Los pacientes alemanes le obligaron a mudarse a su propio alojamiento en el pueblo. Poco después de la muerte de Gelb, su hijo se suicidó .
El logro reconocido de Gelb es el análisis teórico y experimentalmente sólido de las alteraciones en la percepción sensorial (especialmente la percepción del color), el lenguaje y los procesos cognitivos después de lesiones cerebrales . Pudo refinar los hallazgos de los psicólogos de la Gestalt en estas áreas.

## Publicaciones (selección)
- Observaciones teóricas sobre las “Cualidades de la Gestalt”, Leipzig, 1910. Revista de Psicología y Fisiol d. Órganos de los sentidos. Dpto. 1 Volumen. 59. Inauguración. -Diss. --Berlina.
- Bibliografía de la literatura alemana y extranjera de 1913 sobre psicología, sus ciencias auxiliares y áreas fronterizas, Leipzig: Barth, 1913.
- La “constancia del color” de los objetos visuales, Manual de fisiología normal y patológica 1929, 594–678.
- Sobre psicología médica y antropología filosófica, Haag: Nijhoff, 1937 (Reprograf. Reprint. Darmstadt 1969: Wissenschaftliche Buchgesellschaft).
- Principales resultados y métodos de la investigación patológica y psicopatológica del cerebro: 10 conferencias, celebradas en Lund en marzo-abril de 1935, 1935.
- Adhémar Gelb; Kurt Goldstein; Wilhelm Fuchs: Análisis psicológicos de casos patológicos cerebrales, Leipzig: Barth, 1920.